# Mahinda Rajapaksa
Percy Mahendra «Mahinda» Rajapaksa (Weeraketiwa, distrito de Hambantota; 18 de noviembre de 1945) es un abogado y político de Sri Lanka. Del 21 de noviembre de 2019 hasta su dimisión el 9 de mayo de 2022 fue primer ministro de Sri Lanka. Previamente fue primer ministro de Sri Lanka de 2004 a 2005 y presidente de la República Socialista Democrática de Sri Lanka desde 2005 hasta 2015.

## Trayectoria
Su padre, D.A. Rajapaksa fue miembro del parlamento de Sri Lanka. Rajapaksa estudió en la Universidad de Richmond. En 1970 ingresó como miembro del Partido de la Libertad de Sri Lanka (SFLP). En 1994, Rajapaksa fue nombrado Ministro de Trabajo y ejerció ese cargo hasta 1997. Rajapaksa fue también primer ministro del país entre el 6 de abril de 2004 hasta el 21 de noviembre de 2005. Está casado con Shiranthi Rajapaksa y tiene tres hijos.
El 19 de noviembre de 2005 Mahinda Rajapaksa asume la presidencia de Sri Lanka. Luego que asumiera la presidencia, Rajapaksa modificó el gabinete, nombrando a Ratnasiri Wickremanayake primer ministro del país. Fue derrotado en las elecciones presidenciales de 2015 ante Maithripala Sirisena y terminó su mandato el 9 de enero de 2015.
Varios meses después de dejar el cargo, Rajapaksa intentó sin éxito convertirse en primer ministro en las elecciones parlamentarias de 2015, siendo derrotado.
El 26 de octubre de 2018, Rajapaksa fue nombrado primer ministro por el presidente Maithripala Sirisena. El primer ministro titular Ranil Wickremesinghe se negó a aceptar el despido y declaró que era inconstitucional, lo que resultó en una crisis constitucional. Rajapaksa finalmente renunció como primer ministro el 15 de diciembre de 2018 y fue nombrado líder de la oposición.
El 21 de noviembre de 2019 asumió nuevamente como primer ministro. Durante la guerra contra los Tigres de Liberación del Eelam Tamil, ha dirigido la ofensiva militar para aplastarlos, era líder de las fuerzas armadas esrilanquesas. Más de 15 mil Tamiles fueron ejecutados o desaparecidos en esos años de guerra. Varios observadores internacionales lo acusaron de haber cometido crímenes de guerra.